# Нортерн-Арм
Нортерн-Арм (англ. Northern Arm) — містечко в Канаді, у провінції Ньюфаундленд і Лабрадор.

## Населення
За даними перепису 2016 року, містечко нараховувало 426 осіб, показавши зростання на 7,3%, порівняно з 2011-м роком. Середня густина населення становила 16,6 осіб/км².
З офіційних мов обидвома одночасно володіли 10 жителів, тільки англійською — 420.
Працездатне населення становило 41,2% усього населення, рівень безробіття — 6,1% (0% серед чоловіків та 0% серед жінок). 81,8% осіб були найманими працівниками, а 15,2% — самозайнятими.

## Клімат
Середня річна температура становить 4°C, середня максимальна – 20,2°C, а середня мінімальна – -14,3°C. Середня річна кількість опадів – 1 069 мм.
| Клімат поселення                              | Клімат поселення | Клімат поселення | Клімат поселення | Клімат поселення | Клімат поселення | Клімат поселення | Клімат поселення | Клімат поселення | Клімат поселення | Клімат поселення | Клімат поселення | Клімат поселення | Клімат поселення |
| Показник                                      | Січ.             | Лют.             | Бер.             | Квіт.            | Трав.            | Черв.            | Лип.             | Серп.            | Вер.             | Жовт.            | Лист.            | Груд.            |                  |
| Середній максимум, °C                         | −2,04            | −2,62            | 1,58             | 7,25             | 12,68            | 17,70            | 20,08            | 20,16            | 14,98            | 9,61             | 4,90             | −0,93            |                  |
| Середня температура, °C                       | −7,86            | −8,44            | −4,25            | 1,44             | 6,85             | 11,85            | 16,56            | 16,65            | 11,48            | 6,11             | 1,40             | −4,45            |                  |
| Середній мінімум, °C                          | −13,67           | −14,26           | −10,08           | −4,4             | 1,04             | 6,05             | 13,06            | 13,15            | 7,98             | 2,60             | −2,11            | −7,95            |                  |
| Норма опадів, мм                              | 91               | 84               | 77               | 71               | 78               | 87               | 86               | 104              | 104              | 107              | 90               | 90               |                  |
| Середньомісячна швидкість вітру, м/с          | 6.82             | 6.43             | 6.27             | 5.71             | 5.18             | 4.85             | 4.53             | 4.65             | 5.20             | 5.75             | 6.38             | 6.78             |                  |
| Середньомісячна сонячна радіація, кДж/м²·день | 3765             | 6696             | 10778            | 14263            | 17308            | 18922            | 18723            | 15647            | 11574            | 6825             | 3878             | 2820             |                  |
| --------------------------------------------- | ---------------- | ---------------- | ---------------- | ---------------- | ---------------- | ---------------- | ---------------- | ---------------- | ---------------- | ---------------- | ---------------- | ---------------- | ---------------- |
| Джерело:                                      |                  |                  |                  |                  |                  |                  |                  |                  |                  |                  |                  |                  |                  |